# Тур Алматы 2013
Тур Алматы 2013 (англ. Tour of Almaty 2013;  каз. Атматы Туры 2013) — первая велооднодневка под эгидой Международного союза велосипедистов (UCI), которая прошла в казахстанском городе Алматы 6 октября 2013 года.
Победителем стал казахстанский велогонщик Максим Иглинский, вторым итальянец Сонни Колбрелли, а третьем ещё один казахстанец Руслан Тлеубаев. Лучшим спринтером стал чемпион мира прошлого года в категории U23 Алексей Луценко.

## Участники
За победу боролись 20 команд: 3 проконтинентальные команды, 12 континентальных команд, 2 национальные сборные и 2 любительские. Всего они представляли 16 стран мира. От страны-организатора — Казахстана — выступили три команды: национальная сборная, континентальная команда Astana и клуб Vino 4-ever. Им противостояли такие коллективы, как Itera-Katusha, Synergy Baku Cycling Project, команды из Италии, Австрии, Украины, Латвии, Ирана, Ирландии, Брунея, Нидерландов, Франции, Польши, Узбекистана, США и Молдовы.
| UCI Professional Continental Teams (3)- Bardiani Valvole-CSF Inox - Team Novo Nordisk - CCC Polsat Polkowice UCI Continental Teams (12)- ARBÖ Gebrüder Weiss-Oberndorfer - ISD Continental - Kolss - Rietumu-Delfin - CCN - Alpha Baltic-Unitymarathons.com - La Pomme Marseille - Polygon Sweet Nice - Synergy Baku Project - Itera-Katusha - Ayandeh Continental Team - Astana Continental Национальные сборные (3)- Узбекистан - Казахстан - Молдова Любительские, клубные или региональные команды (2)- Global Cycling Team - Vino 4ever |
| |

## Маршрут
Дистанция представляла собой круговой маршрут. Протяжённость одного круга была 31 километр. Всего участники гонки прошли 5 кругов общей протяжённостью 186 километров, вместо запланированных 6. Такое решение было принято организаторами велогонки.

## Результаты
| \| Генеральная классификация \| Генеральная классификация \| Генеральная классификация \| Генеральная классификация \| Генеральная классификация \| \| Гонщик \| Гонщик \| Команда \| Время \| \| \| ------------------------- \| ------------------------- \| ------------------------- \| ------------------------- \| ------------------------- \| \| 1-й \| Максим Иглинский \| Astana \| 3ч 23' 01 \| \| \| 2-й \| Сонни Кольбрелли \| Bardiani Valvole-CSF Inox \| + 30 \| \| \| 3-й \| Руслан Тлеубаев \| Astana \| + 30 \| \| |                  |                           |           |
| |                  |                           |           |
| Источник: ProCyclingStats |                  |                           |           |
| Генеральная классификация |                  |                           |           |
| Гонщик | Гонщик           | Команда                   | Время     |
| 1-й | Максим Иглинский | Astana                    | 3ч 23' 01 |
| 2-й | Сонни Кольбрелли | Bardiani Valvole-CSF Inox | + 30      |
| 3-й | Руслан Тлеубаев  | Astana                    | + 30      |